# 梅里韋瑟 (喬治亞州)
梅里韋瑟（英語：Meriwether）是位於美國喬治亞州鮑德溫縣的一個非建制地區。該地的面積和人口皆未知。

## 地理
梅里韋瑟的座標為33°09′18″N 83°19′09″W / 33.15500°N 83.31917°W，而該地的平均海拔高度為110米（即362英尺）。